# Léa Garcia
Léa Garcia (ur. 11 marca 1933 w Rio de Janeiro, zm. 15 sierpnia 2023 w Gramado) – brazylijska aktorka filmowa i telewizyjna. Znana jest z licznych ról telewizyjnych i filmowych. Jej przełomową rolą był nagrodzony Oscarem Czarny Orfeusz (1959) Marcela Camusa, w którym wcieliła się w Serafinę, kuzynkę Eurydyki.

## Wybrana filmografia
- 1959: Czarny Orfeusz, jako Serafina
- 1960: Os Bandeirantes, jako Herminia
- 1972: Kamienna dżungla, jako Elza
- 1976: Niewolnica Isaura, jako Rosa
- 1997: Evil Angel, jako Aparecida 'Cida' Ribeiro
- 1999: Słodka trucizna, jako Selma
- 1999: Orfeusz, jako de Maicol
- 2001: Klon, jako Lola
- 2005: Córki Wiatru
- 2006: Kobiety z Brazylii, jako Eunice
- 2006: Największa miłość na świecie, jako Zezé
- 2010: Mój ojciec, Franciszek Belg, jako Sophie
- 2011: Południowy zachód, jako staruszka
- 2014: Trinta, jako Nha Zita
- 2019: Pacified, jako Dona Preta